# 金平蹄盖蕨
金平蹄盖蕨（学名：Athyrium adpressum）为蹄盖蕨科蹄盖蕨属下的一个种。

## 扩展阅读
- 維基物種上的相關：金平蹄盖蕨